# Karnevalsfilm

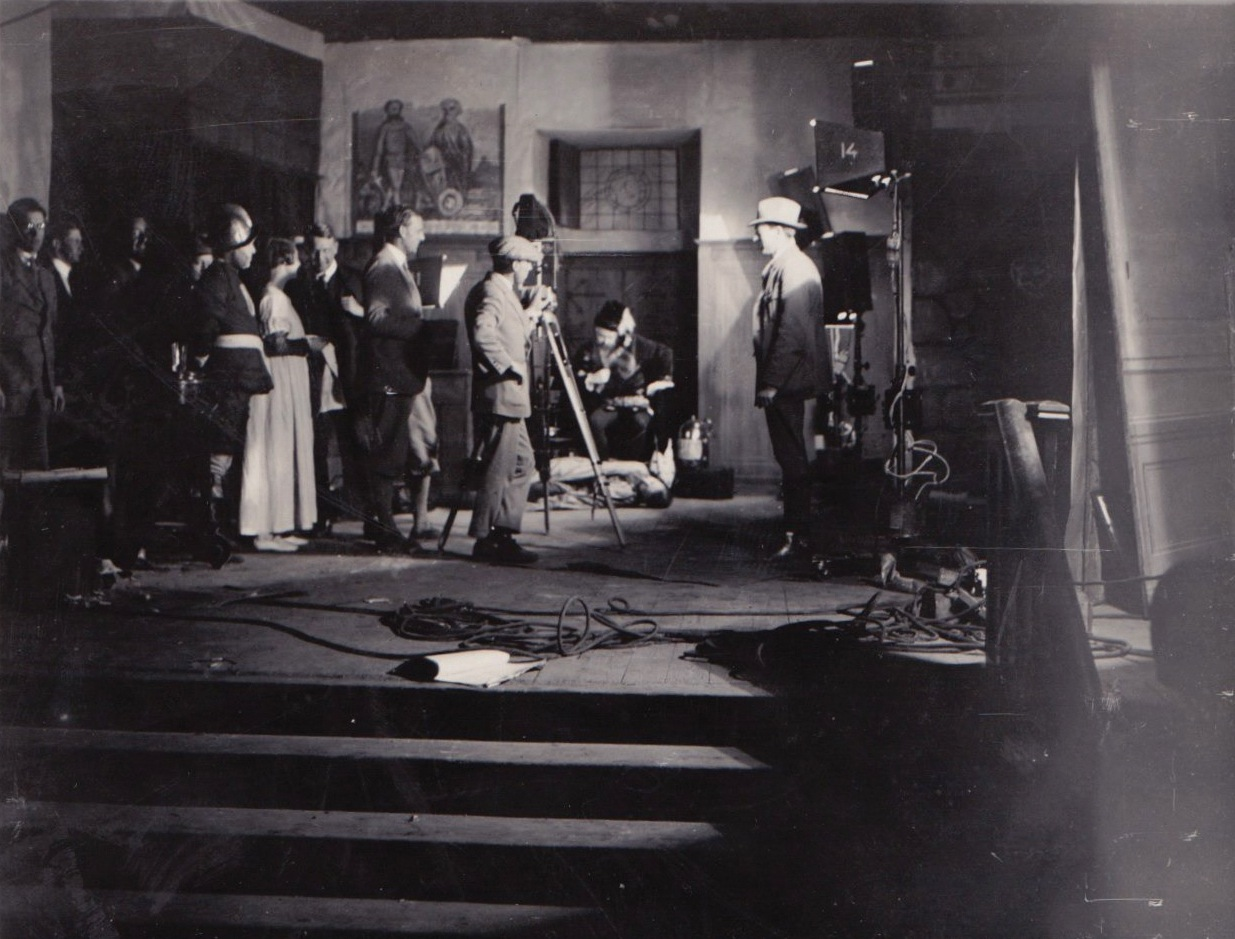
Scen från inspelningen av 1928 års karnevalsfilm Erik XIV. Interiören har byggts upp på Akademiska Föreningens stora scen.

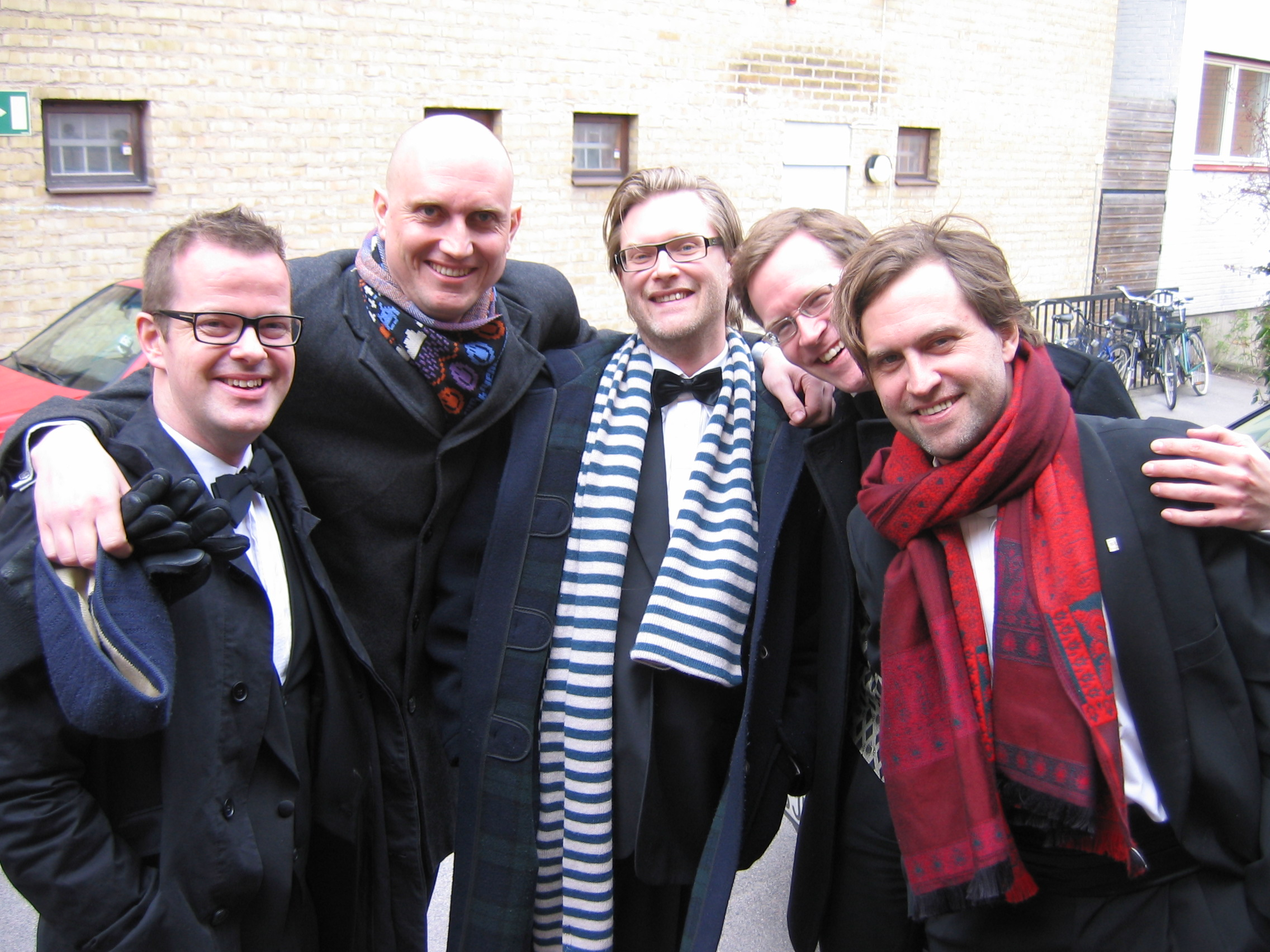
Fem framträdande karnevalsfilmsprofiler fångade vid galapremiären för Dessa Lund i april 2010. Från vänster: Christian Godden (karnevalsgeneral 1998, medverkande i filmerna 1998 och 2006), Fredrik Fritzson (medförfattare 1998, medverkande 1998, 2002 och 2010), Anders Andersson (medförfattare och regissör 2002), Henrik Widegren (medförfattare och medverkande 2002) och Magnus Erlandsson (medförfattare, regissör och medverkande 1998).

Karnevalsfilm är den gängse benämningen på de filmer som alltsedan 1908 med varierande regelbundenhet har producerats i anslutning till studentkarnevalerna i Lund. 

## Typiska drag
Utöver de rent humoristiska kvaliteterna i dessa filmer utgör de ofta intressanta kulturhistoriska tidsdokument då de ofta parodierar såväl aktuella trender inom film och media som händelser i universitets- och studentvärlden. Ett bra exempel är 1966 års film Lystnaden - en sviskonbädd som både häcklar den alltmer löpande-bandsartade universitetsutbildningen och "storebrorsskräcken" inför tidens hålkortsdatorer, men också innehåller anspelningar på den populära TV-serien Fråga Lund, de tidiga James Bond-filmerna och både Ingmar Bergman och Vilgot Sjöman genom titelns alludering på filmerna Tystnaden och Syskonbädd 1782.
Den konstnärliga kvaliteten på dessa filmer har genom decennierna varit varierande. Mot slutet av stumfilmsepoken befann de sig så gott som på professionell nivå, men med införandet av den betydligt dyrare ljudfilmen kom karnevalsfilmen länge tekniskt på efterkälken, och först 1954 kunde lundastudenterna producera en film som åtminstone delvis innehöll talade partier. I modern tid har den digitala filmtekniken gjort det möjligt att åter producera film av god teknisk kvalitet även på amatörbasis.
Även om såväl produktionsteamet bakom som aktörerna i en karnevalsfilm huvudsakligen består av amatörer hämtade ur studentvärlden finns också en tradition av att ha med olika såväl lokala som riksbekanta "kändisar" i mindre roller. Till de mest berömda sådan inslagen hör en scen i den ovannämnda Lystnaden: en sviskonbädd där en ung Olof Palme agerar scout.

## DVD-utgåva
Det samlade utbudet av karnevalsfilmer var länge svårtillgängligt; originalen fanns spridda i olika arkiv och endast VHS-kopior av varierande kvalitet fanns att tillgå i Akademiska Föreningens Arkiv & Studentmuseum. Inför karnevalsfilmens 100-årsjubileum 2008 påbörjades dock under ledning av Josefina Johansson ett arbete med att lokalisera och digitalisera samtliga bevarade filmer. Detta arbete resulterade, lagom till Lundakarnevalen 2010, i utgivandet av en DVD-box med alla dessa filmer: Karnevalsfilmen c:a 100 år. Filmerna har samtliga försetts med kommentarspår och de äldre stumfilmerna har fått nyinspelade pianoackompanjemang.

## Den totala produktionen av karnevalsfilmer
- 1908
  - Lejonjakten (en parodi på den då mycket kända danska filmen Løvejagten), 4 min
  - Kvinnliga akademiska fotbollsklubben VIRGINIA, 4 min
  - Studentuppvaktning 1 maj i Lund (förkommen)
  - Glaskrossning eller Så gick det till (förkommen)
  - Solarnes egen solodans (troligen färglagd, förkommen)
- 1912
  - Med dolk och gift eller Guldets förbannelse, ca 10 min
  - Kärlekens list, ca 10 min
- 1920 - Lunda-Indianer, ca 24 min
- 1924 - Frithiofs saga, 33 min
- 1928 - Erik XIV, 58 min
- 1950 - Fasorna på Sir Castle, 34,5 min
- 1954 - Tre flugor i en smäll, 44,5 min
- 1962 - Men Hur?, 51 min (med Povel Ramel)
- 1966 - Lystnaden, ca 50 min (med Povel Ramel)
- 1978 - Munborsten, ca 35 min
- 1986 - Filmen, 29,5 min
- 1990 - Rektorn, 26 min
- 1994 - Angst, 43 min
- 1998 - Blinka lilla stjärna, 43 min
- 2002 - Vaktmästaren och professorn, 61,5 min
- 2006 - Sigillet, 40,5 min
- 2010 - Dessa Lund
- 2014 – Överliggaren[3]
- 2018 - Drömmarnas Lund
- 2022 - Sandgatan II